# روبرت أنكر
روبرت أنكر (بالهولندية: Robert Anker)‏ هو مؤلف وكاتب ومحرر وشاعر هولندي، ولد في 26 أبريل 1946 في Oostwoud ‏ في هولندا، وتوفي في 20 يناير 2017 في أمستردام في هولندا.

## وصلات خارجية
- روبرت أنكر على موقع ديسكوغز (الإنجليزية)